# Operatie Black Buck
Operatie Black Buck is een Britse militaire operatie, uitgevoerd door de Royal Airforce. Het doel van de missie was om de landingsbaan van Port Stanley Airport te verwoesten, opdat Argentijnse vliegtuigen voor bevoorrading en verdediging van de eilanden niet meer konden landen en opstijgen vanaf dit vliegveld. Black Buck is onderdeel van de Britse herovering van de Falklandeilanden tijdens de Falklandoorlog.
Voor de operatie werden twee oudere bommenwerpers (Avro Vulcans) gebruikt, waarvan al verschillende onderdelen misten.[Citaat?]

## Achtergrond
Tijdens het begin van de Falklandoorlog hadden de Argentijnen de luchtmachtbasis in Stanley in genomen en in eigen gebruik genomen. De Britten waren van plan een grote invasievloot op de eilanden te laten landen, maar vanwege de strategische ligging van het vliegveld zou het onmogelijk worden soldaten veilig aan land te brengen. De start-/landingsbaan moest dus worden verwoest.
Binnen veertien dagen hadden de piloten van de Vulcans geleerd hoe bij te tanken in de lucht met een grote bommenwerper. Vanaf het eiland Ascension zouden de vloot (met twee Avro Vulcans en elf Handley Page Victor K2 tankers) 6300 km vliegen naar de Falklandeilanden om daarna weer terug te vliegen.
De Argentijnen hadden ondertussen luchtafweer en radargestuurde Tigercat-luchtdoelrakketten gepositioneerd, die een zeer groot risico voor de veilige terugkeer van de bommenwerpers vormden. De piloten kregen daarom voor de missie de opdracht alvast hun testament samen te stellen. De RAF schatte de kans van slagen op ongeveer 40%.
De BBC bracht tijdens de training in een journaaluitzending naar voren dat de RAF een missie met Vulcans naar de Falklandeilanden plande.

## Verloop
Op 30 april 1982 steeg de vloot van twaalf vliegtuigen op vanaf Ascension. Kort nadat de missie was begonnen verliest een van de Arvo-bommenwerpers, met aan boord de commandant van de missie, John Reeve, langzaam cabinedruk. De oorzaak is een beschadiging aan een rubberen raamlijst; het lek bleek niet te repareren, waardoor deze bommenwerper moet terugkeren naar Ascension om decompressie te voorkomen.
Tijdens nadering van Stanley krijgt de Argentijnse luchtafweer het overgebleven Vulcan-vliegtuig in het oog, maar die dreiging wordt met een stoorzender afgeweerd. Vlak voor het doelwit echter kwam de Vulcan weer in het radarbereik van de Argentijnse luchtmacht, waarop de bemanning van de luchtvloot radarverstoringsapparatuur inschakelde, wat voorkwam dat de raketten konden worden afgevuurd. Een paar tellen later vliegen 21 bommen richting de luchtmachtbasis.

## Nasleep
Kort nadat de Vulcans op de terugweg gingen de alarmsystemen opnieuw af. De Royal Navy vloot had hen in het vizier, gelukkig werd het toestel niet als vijandig gezien en vloog het door.
Operatie Black Buck was tot 2001 de langste bombardementsmissie aller tijden. De Argentijnen repareerden het gat in de landingsbaan binnen 24 uur provisorisch, waarna transportvliegtuigen met voorraden konden landen. Eén voltreffer heeft er ervoor gezorgd dat er tijdens de oorlog geen jachtvliegtuigen opstegen van de basis.
Na deze operatie volgenden nog vijf andere missies als onderdeel van de hoofdoperatie Black Buck.